# Isabella Krassnitzer
Isabella Krassnitzer (* 22. Juli 1967 in Klagenfurt) ist eine österreichische Journalistin, Radio- und Fernsehmoderatorin.

## Ausbildung
Die Wahltirolerin studierte in Innsbruck und Aix-en-Provence Geografie. Neben ihrem Studium war sie jahrelang als Radreiseleiterin innerhalb Europas tätig, was ihrer Vorliebe für das Reisen entgegenkam. Sie erhielt ein Stipendium des Bundesministeriums, mit welchem sie in Aix-en-Provence studierte, und erlangte schließlich ihren akademischen Abschluss (Magister) mit einem geografischen Reiseführer über die Provence. Ihre Sprechausbildung machte sie bei Eva Wächter, Vera Albert, Rosmarin Frauendorfer, Albert Stimm und Alexandra Schwendenwein.

## Beruflicher Werdegang
Seit März 1995 arbeitet sie als freie Mitarbeiterin beim ORF, wo sie in der Wetterredaktion neben Christa Kummer und anderen anfing. In den Jahren 1997 bis 1999 war sie Wetterredakteurin bei Ö3. Im Oktober 2004 begann sie als freie Journalistin bei der Tiroler Tageszeitung und Moderatorin bei Radio Tirol. Seit Dezember 2004 ist sie eine der Personen (wie auch Martina Kaiser) die im ORF die Lotto-Sendung EuroMillionen präsentieren. Bei anderen Fernsehsendern wirkte sie in Sendungen als Moderatorin oder Co-Moderatorin, wie zum Beispiel Electronic Partners Magazin von ProSieben Austria, Sat.1 Österreich und kabel eins austria. Aktuell moderiert Isabella Krassnitzer bei ORF Radio Tirol hauptsächlich den Radio Tirol Vormittag und wochenends das Wetter Tirol.
Abseits von Rundfunk und Fernsehen führt sie auch u. a. durch Abendveranstaltungen, Modeschauen und Pressekonferenzen, Live-Bühnenperformances bei Events und Krimidinner-Schauspielen.

## Privat und Sonstiges
Isabella Krassnitzer ist Mutter einer mittlerweile erwachsenen Tochter.
Ihre Interessen liegen bei Tanz, Sprachen, Kultur und geografisch-geologisch interessanten Landschaften.